# Emile Griffith
Emile Alphonse Griffith (ur. 3 lutego 1938 na wyspie Saint Thomas na Wyspach Dziewiczych Stanów Zjednoczonych, zm. 23 lipca 2013 w Hempstead) – amerykański bokser zawodowy, mistrz świata w kategoriach półśredniej i średniej.

## Życiorys
Boksował zawodowo w latach 1958–1977. 1 kwietnia 1961 zdobył tytuł mistrza świata w wadze półśredniej nokautując w 13. rundzie Kubańczyka Benny’ego „Kida” Pareta. W dwóch kolejnych walkach obronił tytuł, a stracił go w rewanżu z Paretem 30 września 1961. Następnie stoczył 3 zwycięskie walki i ponownie stanął do pojedynku o tytuł z Paretem. Trzecia walka tych pięściarzy odbyła się 24 marca 1962 w Madison Square Garden w Nowym Jorku. Była transmitowana na żywo przez telewizję. W 12 rundzie Paret otrzymał serię ciężkich ciosów, ale nie upadł, bo stał oparty o liny. Dopiero po kilkunastu następnych ciosach sędzia przerwał walkę. Paret zmarł 3 kwietnia 1962 nie odzyskawszy przytomności.
Śmierć Pareta była wstrząsem dla Griffitha, który odtąd nigdy nie starał się znokautować rywala. W 1963 stracił tytuł na rzecz Luisa Rodrígueza, ale odzyskał go trzy miesiące później. Wielokrotnie bronił potem mistrzostwa wagi półśredniej, aż w 1966 musiał z niego zrezygnować, bo zdobył tytuł w wadze średniej po wygranej z Dickiem Tigerem. W obronie tego tytułu wygrał dwa razy z Joey Archerem, lecz w kwietniu 1967 przegrał z Nino Benvenutim. Pokonał Benvenutiego w rewanżu we wrześniu tego samego roku, ale ponownie z nim przegrał w marcu 1968, tym razem tracąc ostatecznie pas mistrzowski.
Griffith walczył później jeszcze cztery razy o mistrzostwo świata, ale bezskutecznie. W 1969 w wadze półśredniej pokonał go José Nápoles, w wadze średniej Carlos Monzón wygrał z nim w 1971 i w 1973, a w wadze junior średniej Eckhard Dagge w 1976.
Griffith stoczył 112 walk zawodowych, z których przegrał 24, a zremisował 2. W 1990 został wprowadzony do International Boxing Hall of Fame.
Był osobą homoseksualną. Życie Griffitha, a zwłaszcza jego tragiczna walka z Paretem, jest treścią filmu Ring of Fire z 2005.
Był dotknięty encefalopatią bokserską.